# Talang Mandung
Talang Mandung is een bestuurslaag in het regentschap Musi Banyuasin van de provincie Zuid-Sumatra, Indonesië. Talang Mandung telt 1217 inwoners (volkstelling 2010).